# Althenia
Althenia rod vodenog bilja u porodici mrjesnjakovki. Sastoji se od devet priznatih vrsta raširenih po Mediteranu, srednjoj Aziji, jugu Afrike Australiji i Novom Zelandu.

## Vrste
1. Althenia australis (J.Drumm. ex Harv.) Asch.
2. Althenia bilocularis (Kirk) Cockayne
3. Althenia cylindrocarpa (Körn. ex Müll.Berol.) Asch.
4. Althenia filiformis F.Petit
5. Althenia hearnii T.D.Macfarl. & D.D.Sokoloff
6. Althenia marina (E.L.Robertson) Yu Ito
7. Althenia orientalis (Tzvelev) García-Mur. & Talavera
8. Althenia patentifolia (E.L.Robertson) T.D.Macfarl. & D.D.Sokoloff
9. Althenia preissii (Lehm.) Asch. & Graebn.

## Sinonimi
- Bellevalia Delile ex Endl.
- Belvalia Delile
- Hexatheca Sond. ex F.Muell.
- Lepilaena J.Drumm. ex Harv.